# Viljam Genrihovič Fisher
Viljam Genrihovič Fisher (ruska cirilica: Вильям Генрихович Фишер), ruski vohun, * 11. julij 1903, Benwell, Newcastle upon Tyne, † 15. november 1971.

## Življenjepis
Rodil se je v angleškem Benwellu v družini nemških Rusov, ki so pobegnili v Anglijo leta 1901 zaradi revolucionarne aktivnosti v Rusiji. Njegov oče je bil boljševik in je sodeloval pri tajnih nakupih orožja in literature za ruske boljševike.
Leta 1921 se je družina vrnila v zdaj Sovjetsko zvezo. Zaradi znanja angleščine je Viljam postal prevajalec za Kominterno. V letih 1925−1925, ko je služil vojaški rok, je bil izučen za radijskega operaterja. Posledično je deloval v GRU, nato pa je bil leta 1927 rekrutiran v KGB. Kot radijski operater je deloval na Norveškem, v Turčiji, v Združenem kraljestvu in v Franciji. Leta 1936 se je vrnil v Rusijo, kjer je prevzel vodstvo šole za tajne radijske operaterje.
V času velikih čistk je bil leta 1938 odpuščen. Med drugo svetovno vojno je bil ponovno vpoklical na mesto inštuktorja. Leta 1946 je bil določen za vohuna in naslednje leto je preko Kanade prispel v ZDA. Tam je deloval kot lastnik umetniškega ateljeja, kjer je deloval kot ilegalni rezident: nadzoroval druge vohune. 
Leta 1957 je bil odkrit in pozneje obsojen na 30 let zaporne kazni. A že leta 1962 so ga zamenjali za Garyja Powersa (pilota sestreljenega U-2) in ameriškega študenta Frederica Pryorja. Po vrnitvi je deloval kot inštuktor v KGB. 
Umrl je leta 1971 za pljučnim rakom.